# 中华绒鼠
中华绒鼠（学名：Eothenomys chinensis）为仓鼠科绒鼠属的动物，是中国的特有物种。分布于四川等地。该物种的模式产地在四川。

## 亚种
- 中华绒鼠指名亚种（学名：Eothenomys chinensis chinensis），Thomas于1891年命名。在中国大陆，分布于宝兴、峨眉山、瓦山、四川（乐山、二朗山、木里、泸定）等地。该物种的模式产地在四川。[3]
- 中华绒鼠康定亚种（学名：Eothenomys chinensis tarquinius），Thomas于1912年命名。在中国大陆，分布于四川（康定）等地。该物种的模式产地在四川康定附近。[4]